# Quercus tarokoensis
Quercus tarokoensis är en bokväxtart som beskrevs av Bunzo Hayata. Quercus tarokoensis ingår i släktet ekar, och familjen bokväxter. Inga underarter finns listade i Catalogue of Life.